# Jakiv Chammo
Jakiv (Jakov) Chammo (* 11. června 1994 Doněck, Ukrajina) je ukrajinský zápasník – judista.

## Sportovní kariéra
Jeho rodina se hlásí k Asyřanům, kde lze vystopovat původ jeho příjmení. S judem začal v 8 letech v rodném Doněcku pod vedením Jevhena Podolijakina. Připravuje se v Kyjevě v tréninkovém centru v Konča-Zaspa pod vedením Sergeje Dubrovy a Viktora Koščavceva. Mezi absolutní světovou špičkou v těžké váze se pohybuje od roku 2015. Na těžkou váhu jde o mimořádně pohybově nadaného judistu (podobný typ jako Tamerlan Tmenov) se širokou škálou technik, které provádí zleva. V roce 2016 se kvalifikoval přímo na olympijské hry v Riu a skončil ve druhém kole. Jeho jednoznačná (ippon-wazari) porážka od Jurije Krakoveckiho z Kyrgyzstánu patřila k senzacím judistických soutěží.

### Vítězství
- 2015 - 1x světový pohár (Záhřeb)
- 2016 - 2x světový pohár (Düsseldorf, Baku)

## Výsledky
| Olympijské hry     |     |   | — |    |    |    | úč. |     |  |  |  |  |  |  |  |  |  |  |  |  |  |  |  |  |  |
| Mistrovství světa  | —   | — |   | —  | —  | 3. |     | úč. |  |  |  |  |  |  |  |  |  |  |  |  |  |  |  |  |  |
| Evropské hry       |     |   |   |    |    | 3. |     |     |  |  |  |  |  |  |  |  |  |  |  |  |  |  |  |  |  |
| Mistrovství Evropy | —   | — | — | —  | —  | 3. | —   | 7.  |  |  |  |  |  |  |  |  |  |  |  |  |  |  |  |  |  |
| MS juniorů         | —   | — |   | 7. | 3. |    |     |     |  |  |  |  |  |  |  |  |  |  |  |  |  |  |  |  |  |
| ME juniorů         | —   | — | — | 3. | 1. |    |     |     |  |  |  |  |  |  |  |  |  |  |  |  |  |  |  |  |  |
| ME dorostenců      | úč. |   |   |    |    |    |     |     |  |  |  |  |  |  |  |  |  |  |  |  |  |  |  |  |  |